# Bloodangel's Cry
Bloodangel's Cry é o terceiro álbum de estúdio da banda alemã de power metal Krypteria, lançado em 2007.
Alcançou a posição 55 no chart alemão e a 44 no chart suíço.

## Faixas
1. "All Systems Go"
2. "The Promise"
3. "Time to Bring the Pain"
4. "Somebody Save Me"
5. "Scream"
6. "Lost"
7. "Out of Tears"
8. "I Can't Breathe"
9. "The Night All Angels Cry"
10. "Dream Yourself Far Away"
11. "Sweet Revenge"
12. "At The Gates of Retribution"
13. "Victoriam Speramus" (Versão Coreana) (Bónus)